# Mika (sångare)
Mika, född Michael Holbrook Penniman den 18 augusti 1983 i Beirut, Libanon, är en brittisk sångare.

## Biografi
Mika föddes i Beirut av en libanesisk mor och en amerikansk far. Han har två äldre och två yngre syskon. Hans familj lämnade Libanon på grund av inbördeskriget och flyttade till Paris. När han var nio år flyttade de vidare till London. När Mika var nio år skrev han sin första låt "Angry". Han fick gå på flera ansedda skolor såsom Lycée Français Charles de Gaulle, Westminster School, Royal College of Music och Section britannique vid Lycée International de Saint-Germain-en-Laye. Han har även blivit undervisad av en rysk operasångare.

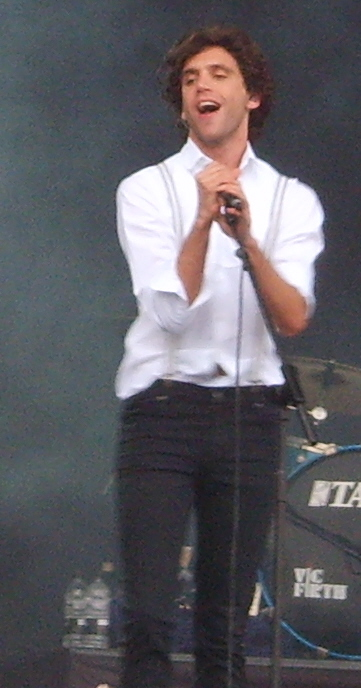

I början sjöng Mika bland annat in jinglar för Orbit Chewing Gum och British Airways. Hans första singel var "Relax, Take It Easy" i slutet av 2006. Den spelades på BBC Radio i Storbritannien och blev utnämnd till Record of the Week. I början av 2007 blev han på BBC:s omröstning Sound of 2007 framröstad som den artist som var mest trolig att nå framgång under året.
Universal Music gav ut singeln "Grace Kelly" i Storbritannien 8 januari 2007. 21 januari nådde den förstaplatsen på UK Singles Chart och stannade där i fem veckor. Debutalbumet Life in Cartoon Motion gavs ut i februari 2007 av Island Records och renderade honom en Grammy Award-nominering och Brit Award för "Bästa brittiska genombrottsakt". Han har musikaliskt stilmässigt beskrivits som en blandning av Freddie Mercury, Scissor Sisters, Elton John, Robbie Williams, David Bowie och The Beatles.
Förutom att verka som domare/mentor i X Factor Italien från 2013 och även i Frankrikes version av musiktävlingen The Voice sedan 2014 var han 2016 huvudperson i en egen framgångsrik underhållningsserie i italiensk tv, Stasera Casa Mika, som 2017 tilldelades europeiska tv-priset Guldrosen för "Bästa underhållningsserie". 2022 var Mika en av programledarna för Eurovision Song Contest i Turin, där han också framförde ett stort mellanakts-medley.

## Diskografi

### Album
- Life in Cartoon Motion - 2007 - 5 februari 2007
- The Boy Who Knew Too Much - 2009 - 21 september 2009
- The Origin of Love - 2012 - 26 september 2012
- No place in heaven - 2015 - 15 juni 2015
- My name is Michael Holbrook - 2019 - 4 oktober 2019
- Que ta tete fleurisse toujours - 2023 - 1 december 2023

Life in Cartoon Motion på världstopplistan för album:
- Albumtopplistan: #1 Europa Top 100, #1 UK, #1 Frankrike, #1 Nederländerna, #1 Norge, #2 Belgien, #2 Schweiz, #2 Irland, #2 Kanada, #29 USA, #5 Australien, #2 UWC, #11 Spanien
- UK, sålda ex: 789,117 (30 veckor) 3 × platinum[19]
- Frankrike, sålda ex: 677,081 (750,000 shipped) (31 veckor) diamond
- U.S.A, sålda ex: 200,030 (31 veckor)
- Australien, sålda ex: 70,000 (29 veckor) 1x platinum
- sålda ex. världen över: 4,164,550 (30 veckor)
- BPI certification: 3x platinum

### DVD
- Live in Cartoon Motion - 2007
- Live Parc Des Princes - 2008

### Singlar
- Relax, Take It Easy - 2006
- Grace Kelly - 2007
- Lollipop - 2007
- Love Today - 2007
- Big Girls (You Are Beautiful) - 2007
- Happy Ending - 2007
- Relax, Take It Easy - 2007
- We Are Golden - 2009
- Blame It On The Girls - 2009
- Blue Eyes - 2009
- Rain - 2009
- Kick ass (We Are Young) - (från filmen Kick-Ass) 2010
- Elle Me Dit - 2011
- Celebrate - 2012
- Popular song feat. Ariana Grande - 2013
- Live Your Life[1] - 2013
- Stardust feat. Chiara Galiazzo[2] - 2016
- It's My House[3] - 2017
- Ice Cream[4] - 2019

## Utmärkelser
2007 World Music Awards
- Best-Selling New Artist -- Vann
- Best-Selling Male Entertainer -- Vann
- Best-Selling Male Pop/Rock Artist -- Vann
- Best-Selling British Artist -- Vann

MTV Europe Music Awards 2007
- Best Solo Artist—Nominerad
- Most Addictive Track - "Grace Kelly" -- Nominerad

2007 Q Awards
- Best Breakthrough Artist—Nominerad

2007 Vodafone Live Awards
- Best Male Artist -- Vann

2007 UK Festival Awards
- Best Festival Pop Act—Nominerad

2007 BT Digital Music Awards
- Best Pop Act—Nominerad

2007 Premios Principales
- Best International Non-Spanish Language Artist—Nominerad
- Best International Non-Spanish Language Song - "Grace Kelly" -- Nominerad

2007 NRJ Music Awards
- International Revelation of the Year—Nominerad
- International Song of the Year - "Relax, Take It Easy" -- Nominerad
- International Album of the Year—Nominerad
- Music Video of the Year - "Relax, Take It Easy" -- Nominerad